# Peguerinos
Peguerinos  és un municipi de la província d'Àvila, a la comunitat autònoma de Castella i Lleó. Està situat en la cruïlla de les províncies d'Àvila, Segòvia i Madrid.

## Demografia
| 1991 | 1996 | 2001 | 2004 |
| ---- | ---- | ---- | ---- |
| 401  | 326  | 304  | 328  |